# Brno
Brno (češki: Brno; njem. Brünn) je drugi najveći grad u Češkoj. Nalazi se na jugoistoku zemlje, na sutoci rijeka Svitave i Svratke. 
Grad je političko i kulturno središte Južne Moravske, kojeg nastanjava oko 1.125.000 ljudi.

## Povijest
Brno je osnovano 1243. godine. Područje biva naseljavano od 5. stoljeća. Koristilo ga se kao uporište sve do polovice 19. stoljeća. Tada se utvrde zamijenilo se zelenim površinama i zgradama u bečkom stilu. 
Tvrđava Špilberk (njemački: Spielberg), dvorac Brno, je vjerojatno najpoznatiji zatvor carske Austrije do 1858. godine. 
Malo po početku industrijske revolucije, grad je postao industrijsko središte Moravske. Katkad ga se naziva "češkim Manchesterom". Brnjansko tehnološko sveučilište je osnovano 1899., a od 1995., sveučlište razvija Češki tehnološki park.
Brojne izložbe se održavaju na Brnjanskom sajmištu od 1928. godine; godišnji Međunarodni sajam inženjerstva u Brnu i Invex su vjerojatno najvažniji.
Vila Tugendhat, koju je dizajnirao Mies van der Rohe i izgradio u kasnim 1920-im, blizu gradskog središta, je poznata kao spomenik suvremenog graditeljstva, a  2002. godine je dobila  UNESCO-ovu oznaku "Svjetske baštine".
Drugi poznati arhitekt koji je značajno promijenio suvremeni izgled Brna je Arnošt Wiesner. Mnoge njegove funkcionalistične zgrade se mogu naći svugdje po gradu.
Masarykovo sveučilište je osnovano 1919. godine.
Masarykovo trkalište (češki: Masarykův okruh) je sagrađen 1980-ih sjeverozapadno od grada.
Ustavni sud, Vrhovni sud i Najviši upravni sud (Ústavní soud, Nejvyšší soud i Nejvyšší správní soud) su se preselili u Brno odnosno uspostavljeni su u Brnu 1993., nakon što se podijelila Čehoslovačka.

## Brno danas
Brno je važan industrijski centar. Značajna je tekstilna industrija, proizvodnja traktora Zetor i oružja Zbrojovka. Brno je također važan centar trgovine sa značajnim sajmovima.
1990-ih godina, nakon više od 70 godina rasprava, gradske vlasti su odlučile izgraditi novu glavnu željezničku postaju, koja će biti smještena dalje od gradskog središta, a na mjestu stare napraviti suvremenu gradsku četvrt. Ovaj plan je često bio kritiziran zbog mogućih gospodarskih i ekoloških posljedice. Cijelo brnjansko željezničko čvorište treba biti obnovljeno, što je vrlo složen posao glede činjenice da se 170 godina mreža razvijala prema starom položaju, odnosno još otkad je prvi vlak došao u Brno iz Beča 1839. godine. Obnova bi trebala biti gotova 2017. godine.
U Brno se svakog lipnja održava Ignis Brunensis, međunarodno natjecanje u vatrometima. Ova priredba privlači u pravilu po 200.000 promatrača.
Jedinstveni sleng, koji se govori u Brnu se zove hantec.
Grad je prešao nekoliko međunarodnih ruta, između ostalih E65 (Malmö – Szczecin – Prag – Zagreb – Split – Skoplje – Hania).

## Stanovništvo
| broj stanovnika | 73771 | 82660 | 94462 | 109346 | 125737 | 221758 | 264925 | 284946 | 314235 | 344031 | 371463 | 388296 | 376172 | 385913 | 398510 |
|                 | 1869. | 1880. | 1890. | 1900.  | 1910.  | 1921.  | 1930.  | 1950.  | 1961.  | 1970.  | 1980.  | 1991.  | 2001.  | 2011.  | 2021.  |

| broj stanovnika | 104977 | 120122 | 145782 | 176645 | 216709 | 237659 | 283972 | 299099 | 324173 | 344218 | 371463 | 388296 | 376172 | 385913 | 398510 |
|                 | 1869.  | 1880.  | 1890.  | 1900.  | 1910.  | 1921.  | 1930.  | 1950.  | 1961.  | 1970.  | 1980.  | 1991.  | 2001.  | 2011.  | 2021.  |

## Poznati Brnjani i Brnjanke
- Kurt Gödel – matematičar
- Leoš Janáček – skladatelj
- Jiří Josef Kamel – prirodoslovac
- Viktor Kaplan – izumitelj
- Milan Kundera – pisac
- Magdalena Kožená – mezzosopran
- Adolf Loos – arhitekt
- Ernst Mach – fizičar
- Jiří Mahen – pisac
- Gregor Mendel – utemeljitelj genetike
- Robert Musil –  austrijski pripovjedač, esejist i dramatičar
- Arne Novák – teoretičar književnosti
- Jana Novotna – tenisačica
- Jan Skácel – pjesnik
- Franjo Fiala – kemičar i arheolog, kustos prapovijesne arheologije Zemaljskog muzeja u Sarajevu od 1892.

## Vanjske poveznice
- Službene stranice
- Službeni turistički portal
- Moravski muzej[neaktivna poveznica]
- Brnjanski Dom umjetnosti